# Eurasianism
Eurasianism (ryska: евразийство, evraziistvo) är en politisk och intellektuell rörelse med ursprung i den ryska émigré-gruppen, som hävdar att den ryska civilisationen tillhör varken Europa eller Asien kulturellt sett, utan utgör en egen entitet.
Rörelsen dök upp 1921 då broschyren Turn to the East publicerades av en grupp ryska emigranter. Vid andra världskrigets slut hade rörelsen blivit känd i Sovjetunionen. En av de främsta representanterna var Lev Gumiljov.
Rörelsen främjar storheten hos Ryssland och rörelsen har spridit sig, utöver Ryssland, till Kazakstan och Turkiet. Rörelsen önskar förtälja vad denna storhet ligger i och varför detta endast kan uttryckas genom ett imperium. Geopolitisk samt kulturell unikitet är båda betydande delar av denna storhet. Även då rörelsen är diversifierad delas samma ideologiska grundidé vilken är att Ryssland är en separat kultur, skild ifrån både europeisk och asiatisk kultur.